# Арсаки (посёлок, Владимирская область)
Арсаки — посёлок в Александровском районе Владимирской области России, входит в состав Следневского сельского поселения.

## География
Посёлок расположен в 15 км на юго-запад от центра поселения деревни Следнево, в 22 км на запад  Александрова, железнодорожная станция Арсаки на линии Александров — Сергиев Посад. С восточной стороны к посёлку примыкает деревня Арсаки. С состав посёлка также входят расположенная в 4 км на юг Смоленская Зосимова пустынь и военный городок 1263-го арсенала инженерных боеприпасов (в/ч 42754).

## История
Возник в конце XIX века как посёлок при железнодорожной станции.
С 1929 года посёлок являлся центром Арсаковского сельсовета Александровского района. С 1941 по 1965 год — в составе Струнинского района. С 2005 года посёлок в составе Следневского сельского поселения.

## Население
| 1926 | 2002  | 2010 | 2021 |
| ---- | ----- | ---- | ---- |
| 32   | ↗1072 | ↘960 | ↘210 |